# Ain Bni Mathar
Ain Bni Mathar è una città del Marocco, nella provincia di Jerada, nella Regione Orientale.
La città è conosciuta anche come Ayn Banī Maţhār.